# Успение Богородично (Айдонохори)
Вижте пояснителната страница за други значения на Успение Богородично.
„Успение на Пресвета Богородица“ (на гръцки: Κοιμήσεως της Θεοτόκου Αηδονοχωρίου) е православна църква в сярското село Айдонохори, Гърция, част от Сярската и Нигритска епархия.
Църквата е гробищен и енорийски храм на селото, разположен в източния му край. Построена е в 1763 година. Има забележителен резбован иконостас от 1773 година, както и ценни икони с голяма художествена стойност от XVIII и XIX век.
В 1976 година храмът е обявен за защитен паметник на културата.